# Сусак (остров)
Сусак (хорв. Susak, итал. Sansego) — небольшой песчаный остров в заливе Кварнера. Располагается на севере адриатического побережья Хорватии. Название Sansego происходит от греческого слова Sansegus, означающего орегано, которое в изобилии выращивают на острове.

## География
Площадь острова — 3,8 км². Длина береговой линии — 12,921 км. Высочайшая точка острова — 98 метров над уровнем моря.

## Население
Остров становится всё более популярным для отдыха туристов, особенно в летние месяцы. Население — 188 человека (2001). Много людей с Сусака сейчас живут в США.